# Batara luisant
Sakesphorus luctuosus
Espèce
Statut de conservation UICN

 LC  : Préoccupation mineure
Le Batara luisant (Sakesphorus luctuosus) est une espèce d'oiseaux de la famille des Thamnophilidae, dont le protonyme était Lanius luctuosus.

## Répartition
Cet oiseau peuple la rive droite de l'Amazone.